# Eliya pictipes
Eliya pictipes är en insektsart som beskrevs av Boris Petrovich Uvarov 1927. Eliya pictipes ingår i släktet Eliya och familjen gräshoppor. Inga underarter finns listade i Catalogue of Life.